# Richard Henry Savage
Richard Henry Savage, född den 12 juni 1846 i Utica, New York, död 11 oktober 1903 i New York genom olyckshändelse, var en amerikansk författare.
Savage var militär och deltog bland annat kriget mot Spanien. Han skrev en rad spännande romaner, av vilka några är översatta till svenska. Bland dem kan nämnas "Två fruar" (1891), och ”I det gamla slottet: berättelse från ryska Polen” (publicerad följetong i Svenska Dagbladet 1895).